# Nicola Adams
Nicola Adams (26 de outubro de 1982) é uma pugilista britânica, Ela é bicampeã olímpica (2012 e 2016). Foi a primeira medalhista de ouro do boxe feminino e a primeira bicampeã, na categoria peso mosca.